# 東芝EMI本社ビル
東芝EMI本社ビル（とうしばイーエムアイほんしゃビル）は、東京都港区にかつて存在した事務所と録音スタジオの複合ビルである。

## 概要
東芝EMIの創立25周年記念事業として、近隣のビルに分散していた事務所の集約と高度化するアーティストのニーズに対応したスタジオを設ける目的で建設された。この頃に『ルビーの指環』がヒットしたことから「寺尾ビル」の愛称で親しまれ、1階部分ものちに改修したと同時に「宇多田ロビー」と命名された。裏側にある別館についても「ユーミンビル」と呼ばれていた。

### 構造と外観
階段や設備類を両端に配したダブルコアと、その間に19mの幅がある鉄骨鉄筋コンクリート構造の大梁を持つスーパーラーメン構造とした事で、1階のロビー及び事務室のある基準階は柱のない空間が広がり、また事務室のフロアでは高さ1.7mの横連窓が可能になった。窓の両端は、火災時の排煙対策及び非常時の進入口を確保するため、幅3mに及ぶ引き戸となっている。しかし、当時の日本メーカーにはそれに対応できる部品を持つメーカーがなく、ドイツ・シューコー製が用いられた。
目の前の溜池通り地下を東京地下鉄銀座線が走行し、その振動問題などからスタジオを最上階に納めた事に加え、打ち放しのコンクリートにグレーメタリックの吹付タイル仕上げとした事から、外観は安定かつ重量感があるものとなった。なお、当初は外壁及び1階ロビーの仕上げ材に着色コンクリートが用いられる予定であったが諸般の事情で見送られたという。

### 移転～解体へ
2006年7月、東芝EMIは当ビルから赤坂サカス内の赤坂Bizタワーへ本社を移転する事を発表、東芝の資本撤退によるEMIミュージック・ジャパンへの社名変更を経て2008年2月から業務を開始した。2013年には、ユニバーサル ミュージック グループがEMIを買収した事に伴いユニバーサル ミュージック合同会社と合併したため同社の赤坂オフィスとなり、2018年9月に渋谷区神宮前（神宮前タワービルディング）へ再度移転するまで利用している。スタジオ機能については品川区で関連会社が運営する「スタジオ・テラ」に移転したが、2010年6月30日付で営業を終了した。
移転後の建物は解体され、鹿島建設などにより新しいオフィスビルを建設。2010年にこのビルを日本生命保険が取得してニッセイ溜池山王ビルとなった。

## フロア構成
- 地下1階 - 機械室、電気室、倉庫
- 1階 - エントランス、ロビー、ギャラリー、駐車場
- 中2階 - ギャラリー、応接室
- 2～5階 - 事務室
- 6階 - 事務室、役員室
- 7階 - スタジオ

## 第3スタジオ
7階のスタジオ（第3スタジオ）は、ストリングスのような大規模編成に対応できる広さと4.5mの天井高を持ち、ムクの床材や煉瓦の壁面などで響きのよい環境にこだわった。ミキシング・コンソールはニーヴ社製「8078カスタム」を採用。スタジオの閉鎖まで長らく使用され、これは日本で原型のまま稼働していた最後の1台であった。
ここから、数多くの楽曲がレコーディングされて世に送り出されたが、アーティストやスタッフの中にはこのスタジオを指名する声も多かったという。

### 録音経験のあるアーティスト
- 忌野清志郎
- 宇多田ヒカル
- ウルフルズ
- 小沢健二
- オフコース
- コールドプレイ[3]
- 坂本冬美
- 椎名林檎
- BLANKEY JET CITY
- 薬師丸ひろ子
- RADWIMPS
- ローリング・ストーンズ
- T・レックス

他多数